# NGC 6118
NGC 6118 је спирална галаксија у сазвежђу Змија која се налази на NGC листи објеката дубоког неба.
Деклинација објекта је - 2° 17' 1" а ректасцензија 16h 21m 48,7s. Привидна величина (магнитуда) објекта NGC 6118 износи 11,7 а фотографска магнитуда 12,4. Налази се на удаљености од 23,367 милиона парсека од Сунца. NGC 6118 је још познат и под ознакама UGC 10350, MCG 0-42-2, CGCG 24-8, KARA 736, IRAS 16192-0210, PGC 57924.